# Gimnàs Baix-sòrab de Cottbus
El Gimnàs Baix-sòrab de Cottbus (baix sòrab Dolnoserbski gymnazium Chóśebuz) és un centre d'ensenyament secundari de la ciutat de Cottbus on l'ensenyament es fa en baix sòrab. Juntament amb el Gimnàs Sòrab de Bautzen, són els únics centres d'ensenyament secundari alemanys on la llengua vehicular és el sòrab, i admet alumnes de tota Lusàcia. Hi havia al voltant de 690 alumnes matriculats el 2008.